# Lieu d'Europe

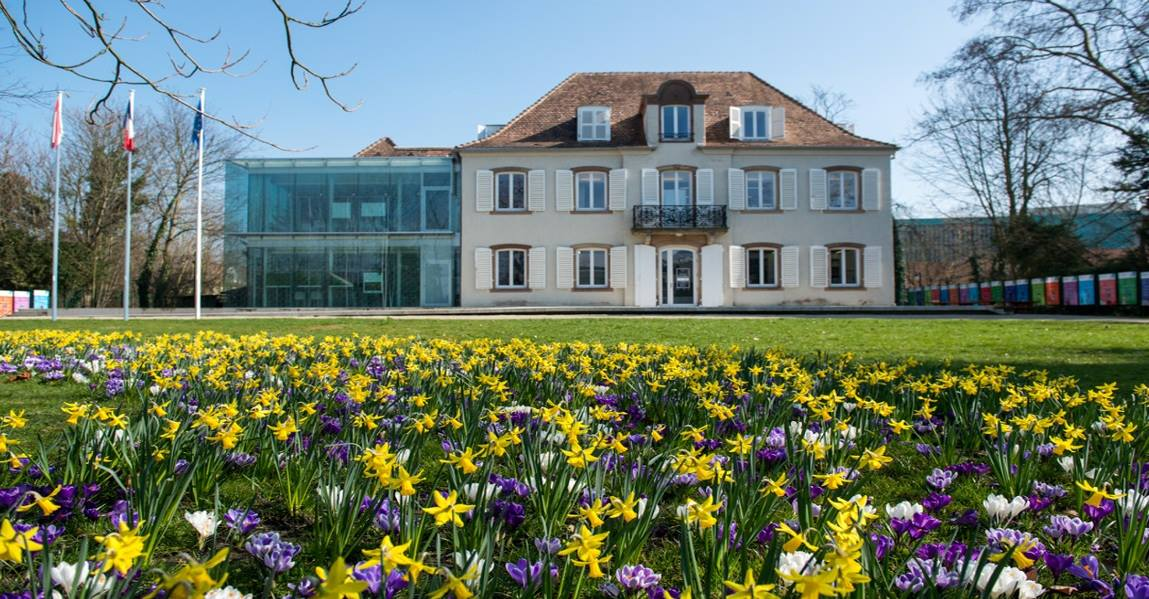
Lieu d'Europe

Lieu d'Europe is een museum en bezoekerscentrum met Europa als centraal thema. Het museum is gevestigd in Straatsburg, in de villa Kaysersguet uit 1754. Dit is in de Europese wijk van Straatsburg, waar ook het Europees Parlement (Louise Weissgebouw) en de Raad van Europa gevestigd zijn.
Lieu d'Europe werd geopend in 2014. In 2023 werd het museum uitgebreid door architectenbureau Rey-de Crécy. 
In de permanente tentoonstelling "Het Europese project: van droom tot eenmaking" wordt de geschiedenis van de Europese instellingen uit de doeken gedaan.